# Euphylidorea adusta
Euphylidorea adusta är en tvåvingeart som först beskrevs av Osten Sacken 1860.  Euphylidorea adusta ingår i släktet Euphylidorea och familjen småharkrankar. Inga underarter finns listade i Catalogue of Life.